# Leiocephalus sixtoi
Espèce
Leiocephalus sixtoi est une espèce de sauriens de la famille des Leiocephalidae.

## Répartition
Cette espèce est endémique de la partie Est de l'île d'Hispaniola et de la République dominicaine.

## Publications originales
- Gunther Köhler, Marcos J. Rodríguez Bobadilla et S. Blair Hedges, « A new dune-dwelling lizard of the genus Leiocephalus (Iguania, Leiocephalidae) from the Dominican Republic », Zootaxa, vol. 4121, no 5,‎ 13 juin 2016, p. 517-532 (ISSN 1175-5334 et 1175-5326, DOI 10.11646/zootaxa.4121.5.2, lire en ligne, consulté le 22 février 2021)